# 主動脈內氣球幫浦

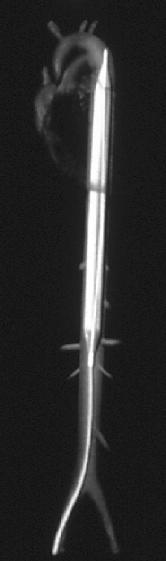
主动脉内氣球幫浦

主動脈內氣球幫浦（intra-aortic balloon pump，IABP）又称主动脉内球囊反搏（intra-aortic balloon counterpulsation，IABC）是经外周动脉，在胸主动脉（左锁骨下动脉开口远端至少2厘米处）置入圆柱状聚氨酯球囊，以进行循环辅助的技术。IABP藉由配合心搏，在心脏收缩期球囊放气，可改善左心射血；在舒张期球囊充气，增加主动脉舒张期压力，可改善冠状动脉灌注及循环状态。

## 運作機制
IABP藉由配合心搏的充氣與放氣，可增加心肌氧灌注量並減少心臟後負荷，而間接增加心輸出量。球囊在心臟收縮時放氣而縮小，減輕左心室的後負荷，進而間接增加心臟的搏出血量。球囊在心臟舒張時充氣而擴大，部分阻塞經主動脈搏出的血流，而增加了冠狀動脈的血流量。這些作用的綜合結果可減少心肌需氧量並增加心肌供氧量。
充氣是由電腦控制，通常藉由心電圖或位於導管遠端的壓力傳感器偵測，於舒張期期間，使氦氣充滿圓柱狀的球囊。氦氣的黏度低，可以快速穿過連接管而使球囊充飽；不過萬一球囊破裂，與空氣相比，氦氣造成栓塞的風險也高得多。

## 適應症
下列情況可考慮使用主動脈內氣球幫浦：
- 用於心肌梗塞導致的心因性休克。
- 心肌梗塞導致的可逆性心臟內構造損傷，例如急性二尖瓣閉鎖不全與心室中膈缺損。
- 不稳定的心绞痛。
- 心胸外科手术后：接受手術周期病人心肌仍受損時，協助使病人脫離體外循環機。
- 高風險病人（例如不稳定型心绞痛、冠狀動脈主幹狹窄超過70％、心室功能不全且左心室搏出分率低于35％的病人），可考慮在術前即使用 。
- 经皮冠状动脉成形术。
- 在高风险冠状动脉繞道手術手术，使用主動脈內氣球幫浦據報可缩短病人使用体外循环时间、氣管插管期间、住院時間[7]。
- 急性心肌梗塞的血栓溶解治療[8]。

## 禁忌症

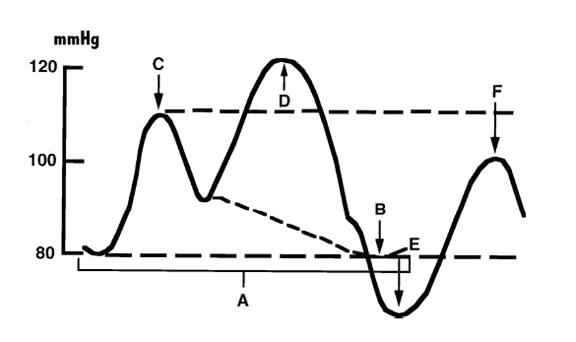
使用主动脉内氣球幫浦时的主动脉压力曲线

在1：2反搏期间记录的重要参数

### 绝对禁忌症
主動脈內氣球幫浦的絕對禁忌症如下：
- 嚴重的主動脈瓣閉鎖不全
- 主動脈剝離
- 嚴重的主動脈閉鎖性疾病與双侧颈动脉狭窄

### 相对禁忌症
除紧急情况外，以下狀況並不建議使用主動脈內氣球幫浦：
- 主动脉曾經人工血管修補
- 主动脉瘤
- 主動脈－股動脈分流手術後
- 败血症

## 併發症
主動脈內氣球幫浦乃經股動脈置入，放置在主动脉中，因此可能引起缺血和腔室症候群。如果腿部股动脉被阻塞，则腿部发生缺血的风险最高。球囊位置距離主動脈弓過遠，則可能阻塞肾動脈而導致影響腎功能。其他可能的併發症包括與導管放置相關的併發症、腦栓塞、感染、髂動脈或主動脈剝離、動脈穿孔、縱隔出血等等。球囊本身也有發生机械性故障的风险，可能需要手術取出。而球囊表面也可能形成顯微血塊，即使球囊已經取出，仍可能導致周邊組織栓塞、血栓形成、心肌缺血，使得血流動力學不穩定，或是形成假性動脈瘤。